# Hypostomus strigaticeps
Hypostomus strigaticeps és una espècie de peix de la família dels loricàrids i de l'ordre dels siluriformes, que viu a la conca del riu Tietê a Sud-amèrica. Va ser descrit pel zoòleg Charles Tate Regan el 1908. Poden assolir fins a 15 cm de longitud total.